# Kishomok
Kishomok (szerbül Мали Песак / Mali Pesak) falu Szerbiában, a Vajdaságban. Közigazgatásilag a martonosi helyi közösség része. Lakossága főként tejtermelésből és állattenyésztésből él. A településnek nincs óvodája, iskolája és temploma se, így a hívek a szomszédos településekre, Kispiacra vagy Martonosra, illetve Magyarkanizsára járnak imádkozni és tanulni. A faluház, ami egykor iskola vagy bolt volt, üresen állt, de 2017 novemberében külső-belső felújításokat végeztek rajta.

## Elhelyezkedése
Kishomok Szerbiában, Vajdaság Észak-Bánsági körzetében fekszik, Magyarkanizsa Községben. Martonostól 8 km-re nyugatra, és a Szerb-Magyar Határtól 10 km-re. Az átlagos tengerszint feletti magasság 81 m.

## Népessége
- 1948: 390
- 1953: 382
- 1961: 269
- 1971: 294
- 1981: 165
- 1991-ben 150 lakosából 146 magyar
- 2002-ben 115 lakosából 115 magyar

## Nevének eredete
Nevét az itt található homokos talajról kapta, ebből lett Kishomok. Szerbül Мали Песак / Mali Pesak,ami ugyanúgy Kishomokot jelent.
A falu másik, tréfás neve a Neszür, ami az itt jelentős szőlőkkel, borászattal kapcsolatos.

## Története
Kishomok új település, a múlt század hetvenes-nyolcvanas éveiben keletkezett; 1881-ben csak 7-8 háza volt a homokterületen áthaladó út mentén. Kialakulása egyrészt annak köszönhető, hogy a felparcellázott területet a földnélkülieknek telekként eladták, másrészt közlekedési szerepének.
A mai település történeti magva a régi szabadka-kanizsai kocsiút egy szakasza, amely Martonost is összekötötte Szabadkával. Még nagyobb szerepe volt a XVIII. században, amikor a martonosi, kanizsai, szabadkai katonai sáncokat kötötte össze. Ebből ágazik ki két másik helyi jellegű út: az egyik a Nagy-járásra vezet, a másik pedig a martonosi határ legtávolabbi pontjai felé. Ennél az útkereszteződésnél volt egy csárda és pihenőhely, illetve az Eremics nemesi család tanyája.
A mai falucska négy utcából áll illetve több szétszórt tanyacsoportból. Ezen a területen két talajtani határ is található: nyugaton a sárga és a fekete homok, keleten pedig a sárga homok a réti feketefölddel érintkezik. A környéken van két jelentős halom, a Nagy-halom és a Kettős-halom, amelyek a valamikori birtokok határát jelezték.
A faluban két középület található: a faluház és a fabarakk, illetve egy közösségi tér, ahol a falunapot rendezik meg.
Kishomokon nincs templom, imádkozás céljára egy útszéli keresztet helyeztek el. Minden évben kijön a szomszédos falvakból egy-egy pap, és hagyományosan végigszentelik a házakat. Kishomokon a lakosság római katolikus vallású.
A faluban temető sincs, vagy a martonosi vagy a kispiaci temetőben temetnek.
A bolt bezárt, a helyiek általában nagyobb bevásárlásokat ejtenek meg.

## Népesség
| 1948 | 1953 | 1961 | 1971 | 1981 | 1991 | 2002 |
| ---- | ---- | ---- | ---- | ---- | ---- | ---- |
| 390  | 382  | 269  | 294  | 165  | 150  | 115  |

2002-ben mind a 115 lakosa magyarnak vallotta magát.